# Gæsteoptræden
 "Comeo" omdirigeres hertil. For anden betydning, se Cameo (band).
En gæsteoptræden eller Cameo (af arabisk khamea = amulet), er en optræden af en kendt person som statist eller i en birolle i en film eller et teaterstykke og kun ses kortvarigt.[kilde mangler]
Udtrykket først blev benyttet i 1851. Den første cameo-optrædenen i filmhistorien skal være udført af Erik Satie og hans artistvenner i stumfilmen Entr'acte fra 1924. Mike Todds filmatisering af Jules Vernes bog Jorden rundt i 80 dage i 1956 var fyldt af cameo-optrædende.
Stan Lee, der sammen med Jack Kirby skabte de fleste superhelte i Marvels tegneserieunivers, medvirker som statist i mange film baseret på Marvels figurer.
Forfatteren Stephen King har optrådt i flere film baseret på hans bøger. Han var præst i Pet Sematary og apoteker i Thinner.
Alfred Hitchcock, Stephen King, Peter Jackson, Thomas Vinterberg, James Cameron og Hans Scherfig, samt mange andre har haft gæsteoptrædener i film, de har instrueret eller skrevet manuskript til. For Alfred Hitchcock blev det ligefrem et varemærke.
Peter Jackson, der blandt andet har instrueret trilogien Ringenes Herre, optræder i små statistroller i alle tre film. Filmen Zoolander har mange gæsteoptrædende.
Den amerikanske astronaut Jim Lovell optræder selv i filmatiseringen fra 1995 af den meget dramatiske Apollo 13-opskydning. Han er den kaptajn på flådefartøjet Iwo Jima, der samler astronauterne op efter vellykket landing i Stillehavet. Også hans hustru Marilyn Lovell optræder i filmen som tilskuer til opsendelsen af Apollo 13 i begyndelsen af filmen.
Hans Scherfig, der skrev romanen Den forsvundne fuldmægtig i 1938, optræder selv i filmatiseringen fra 1971. Dels som fortæller, dels i en lille rolle sidst i filmen i en scene fra kirken ved Vestre Fængsel.

## Cameos i computerspil
Flere computerspil har indhold uden betydning for spillet eller spillets historie, men som er tænkt som en form for hyldest til nogen. I computerspillet Duke Nukem 3D ses et lig, der ligner hovedpersonen fra et andet kendt computerspil, Doom. Fallout viser et glimt af en hund udenfor en bygning i et område, spilleren ikke har mulighed for at komme ind i eller interagere med. Hunden tilhører en af hovedprogrammørerne, og giver her en gæsteoptræden.